# Cross (boxeo)

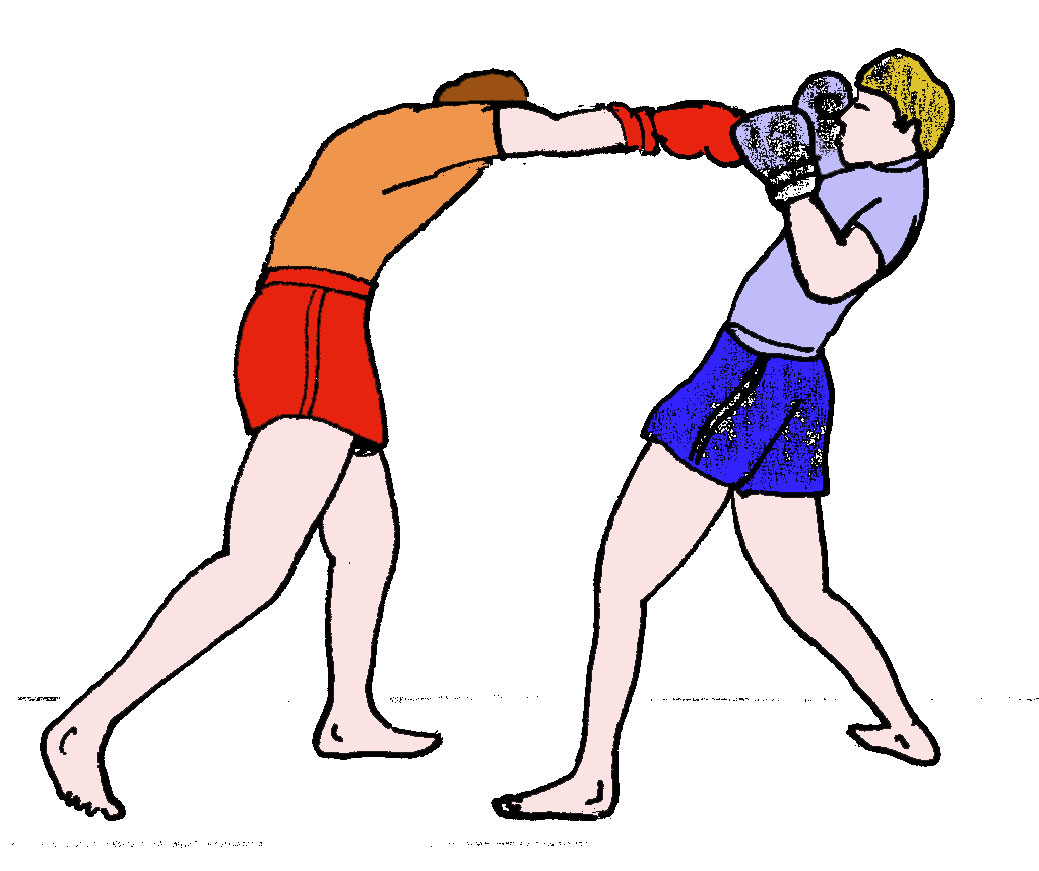
Cross de parada en el boxeo birmano

En los deportes de combate, un directo, cruzado o cross es un golpe que generalmente se lanzan con la mano dominante y es un golpe de poder como el gancho y el uppercut. Compubox, un sistema computarizado de puntuación de golpes, cuenta los golpes rectos y cruzados como golpes de poder.

## Técnica
Desde la posición de guardia, la mano trasera se lanza desde la barbilla, viajando hacia el objetivo en línea recta. El hombro trasero avanza y termina de tocar la parte exterior del mentón. Para cubrirse, la mano delantera se puede retraer y meter contra la cara para proteger el interior de la barbilla. Para obtener potencia adicional, el tronco y las caderas giran en sentido antihorario (para la mano derecha dominante y en el sentido de las agujas del reloj para la mano izquierda dominante) mientras se lanza la recta/cruzada. El peso también se transfiere del pie trasero al pie adelantado, lo que hace que el talón trasero gire hacia afuera para transferir el peso. La rotación del cuerpo y la transferencia repentina de peso es lo que le da potencia a la recta/cruzada.
Si se lanza en el instante en que un oponente dirige con la misma mano lateral, el golpe cruza sobre el brazo principal, de ahí su nombre. Si la mano trasera viaja dentro de la guardia del oponente, es una escalera.
Se utiliza comúnmente para montar un anzuelo. El recto/cruzado también puede seguir a un jab, creando el clásico " combo uno-dos ".

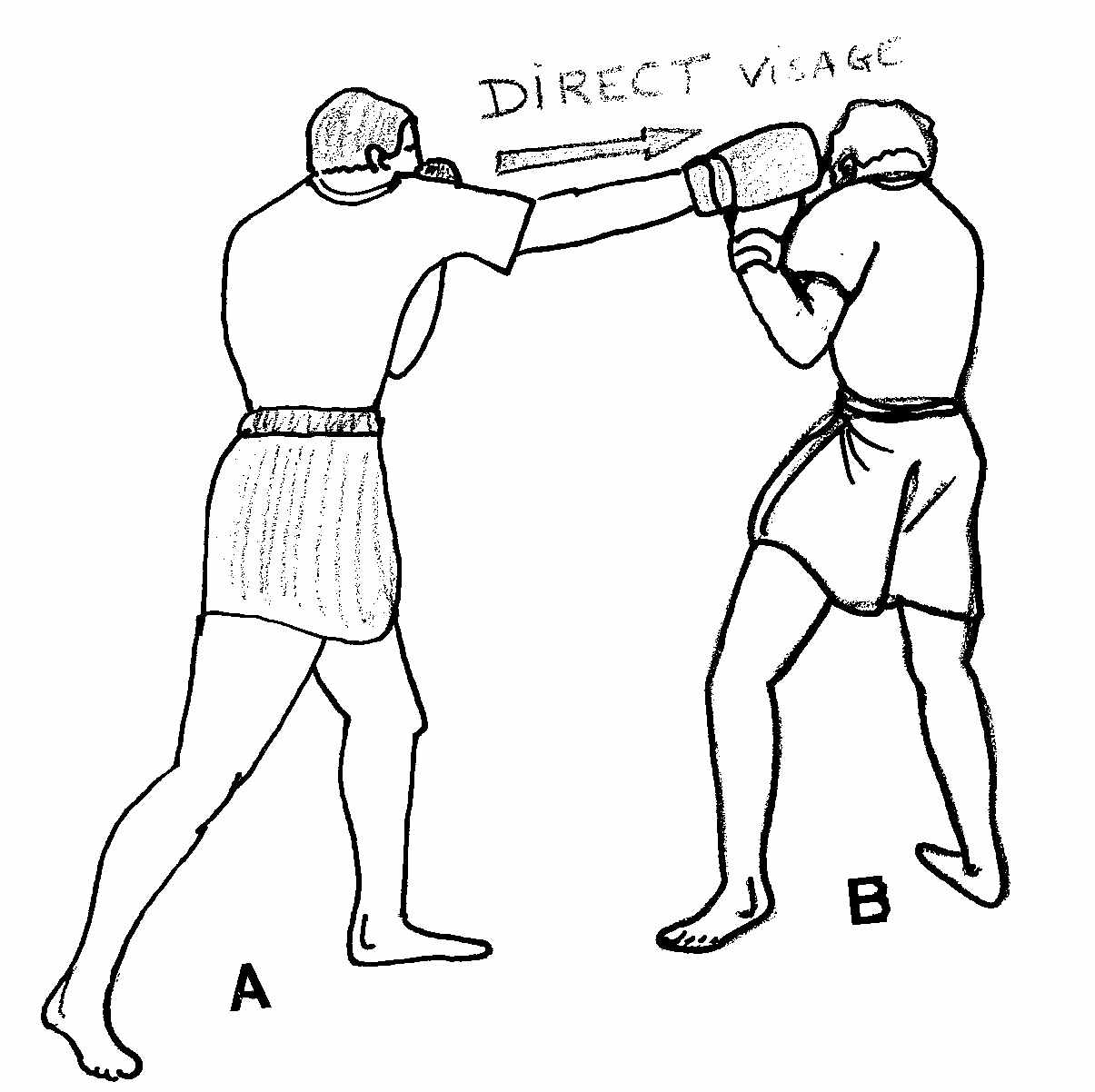
Un cross de derecha (mientras pasa por encima de la guardia)
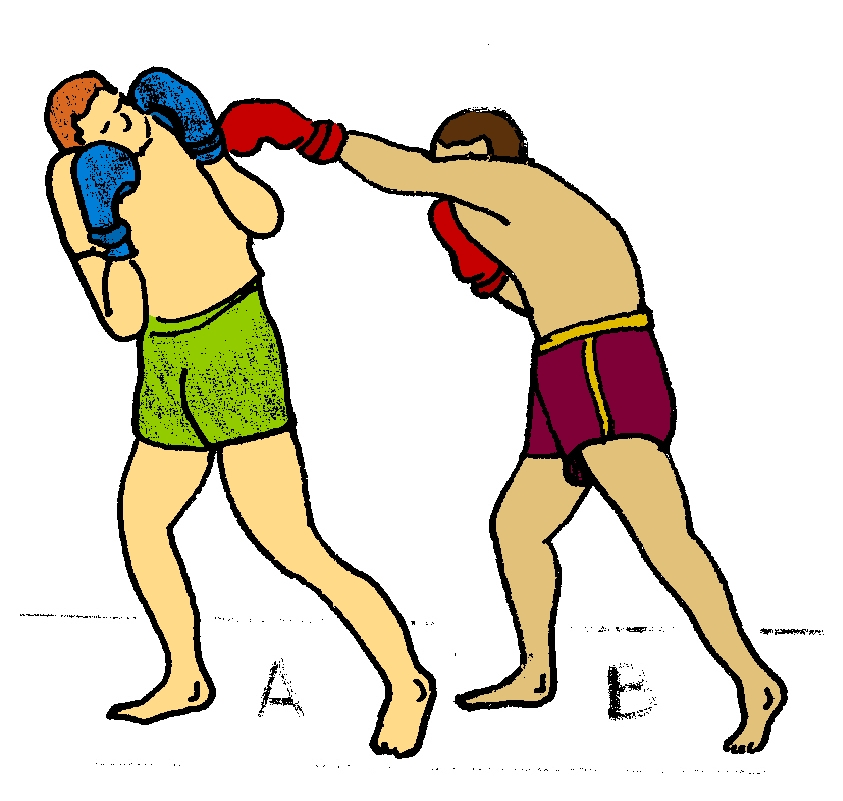
'Un Cross de izquierda de un zurdo
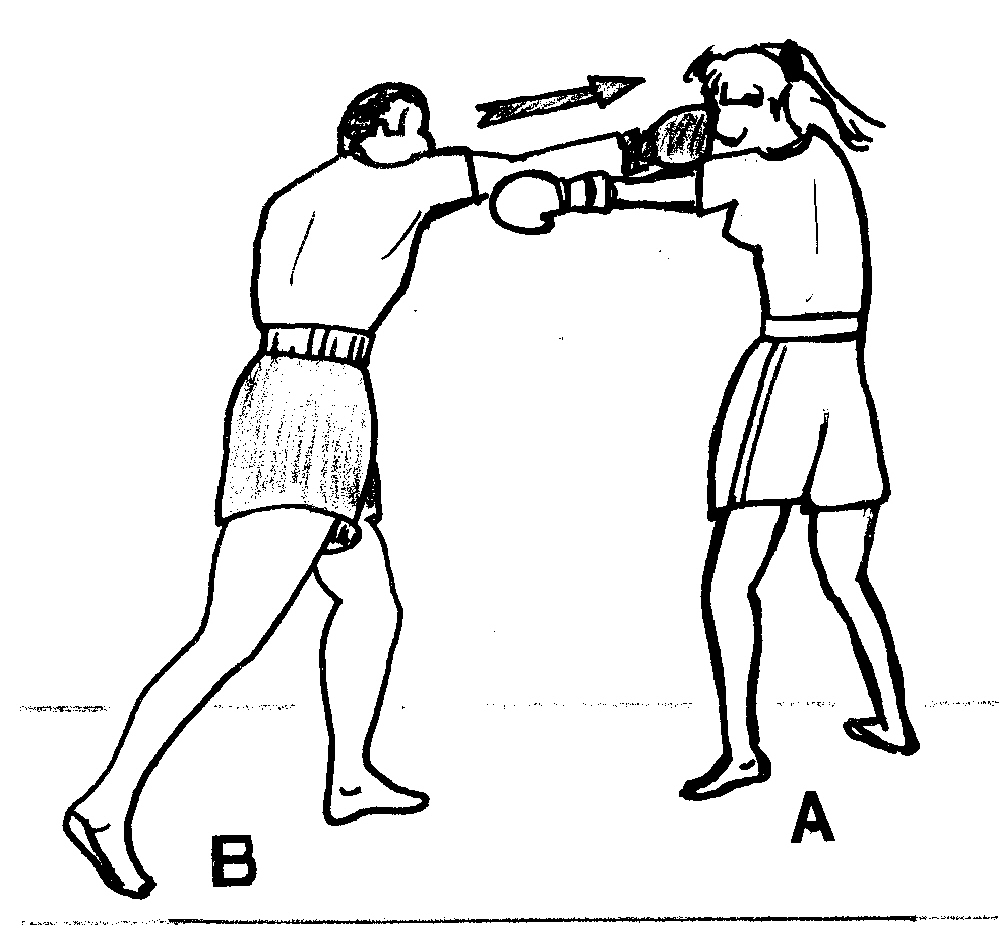
Un directo en contragolpe . Si esto fuera sobre el jab, se consideraría un cruce.

## El cross en otros idiomas
- Francia: Direct (bras arrière)

- Albania:Direkt

- Serbia: Задњи директ (двојка)

- Rumania: Directă (braţ spate)

- Japón: Gyaku zuki

- China: 後手直拳

- Rusia：Кросс

- Tailandia: Mat Trong Kwa (หมัด ตรง ขวา)

- Birmania: Pyon Latt-di

- Polonia: Prosty

- Ucrania: Крос

- Bulgaria: Прав удар
- Italia: Diretto e duro colpo